# Iris missouriensis
Iris missouriensis är en irisväxtart som beskrevs av Thomas Nuttall. Iris missouriensis ingår i släktet irisar, och familjen irisväxter. Inga underarter finns listade i Catalogue of Life.

## Bildgalleri

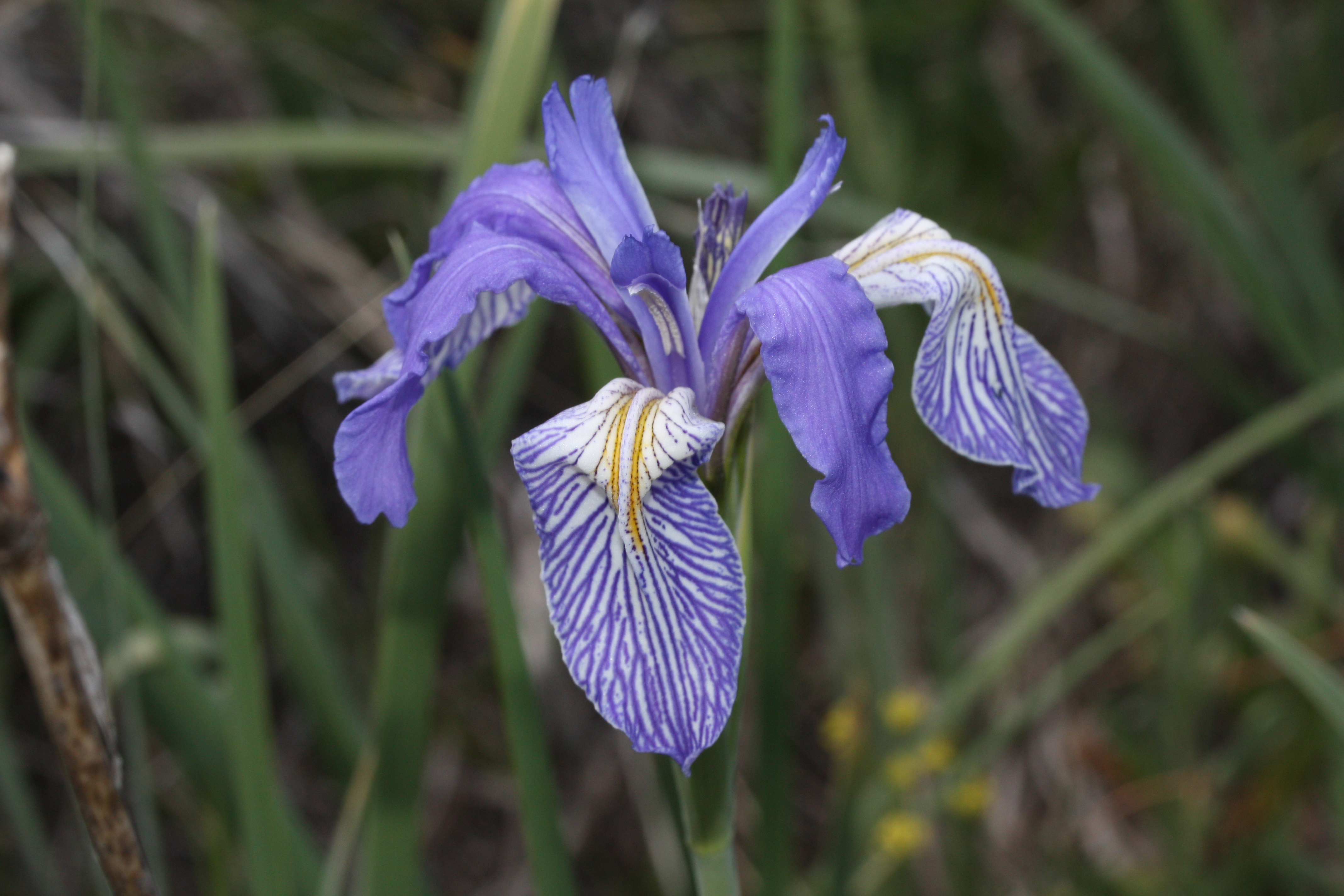
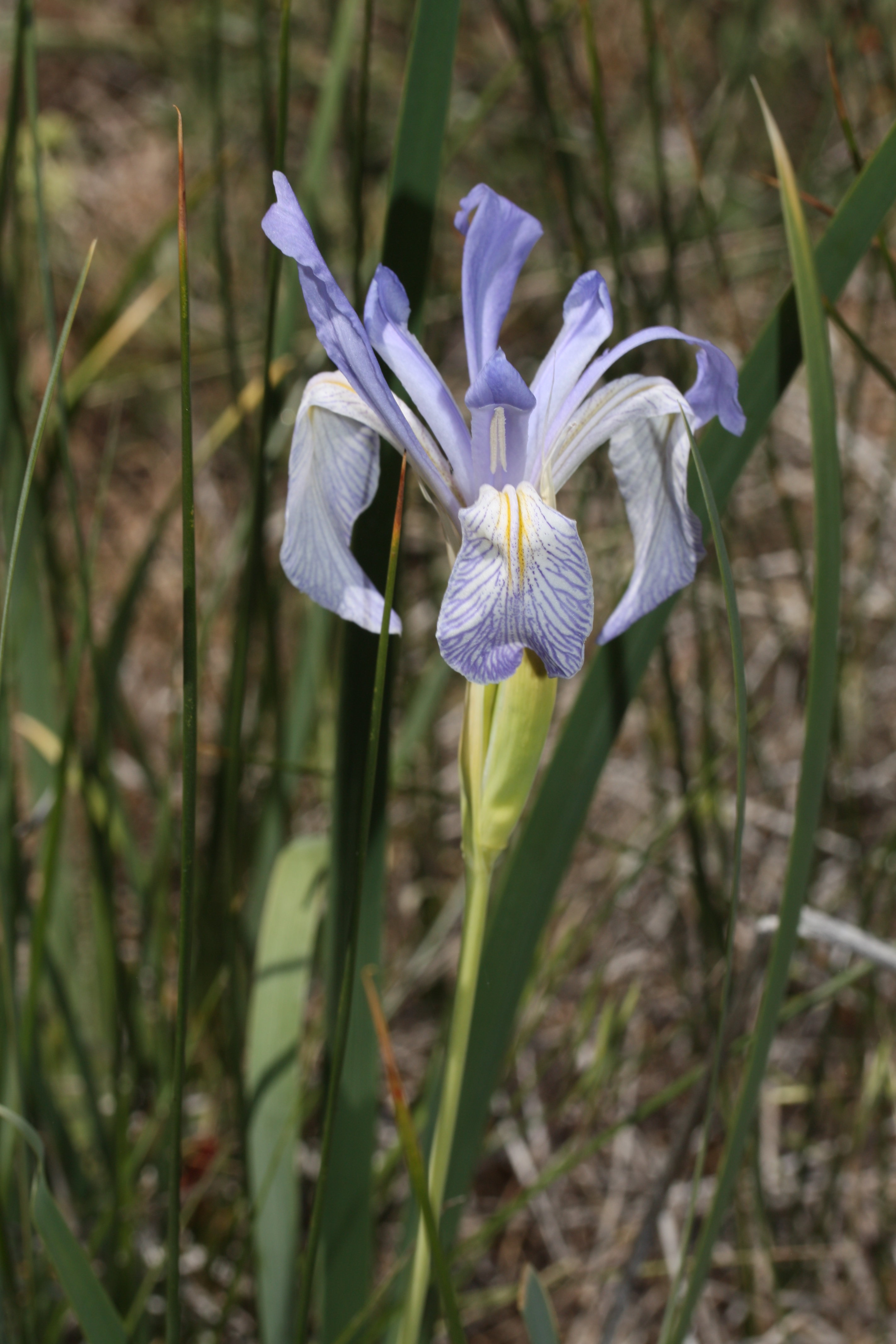
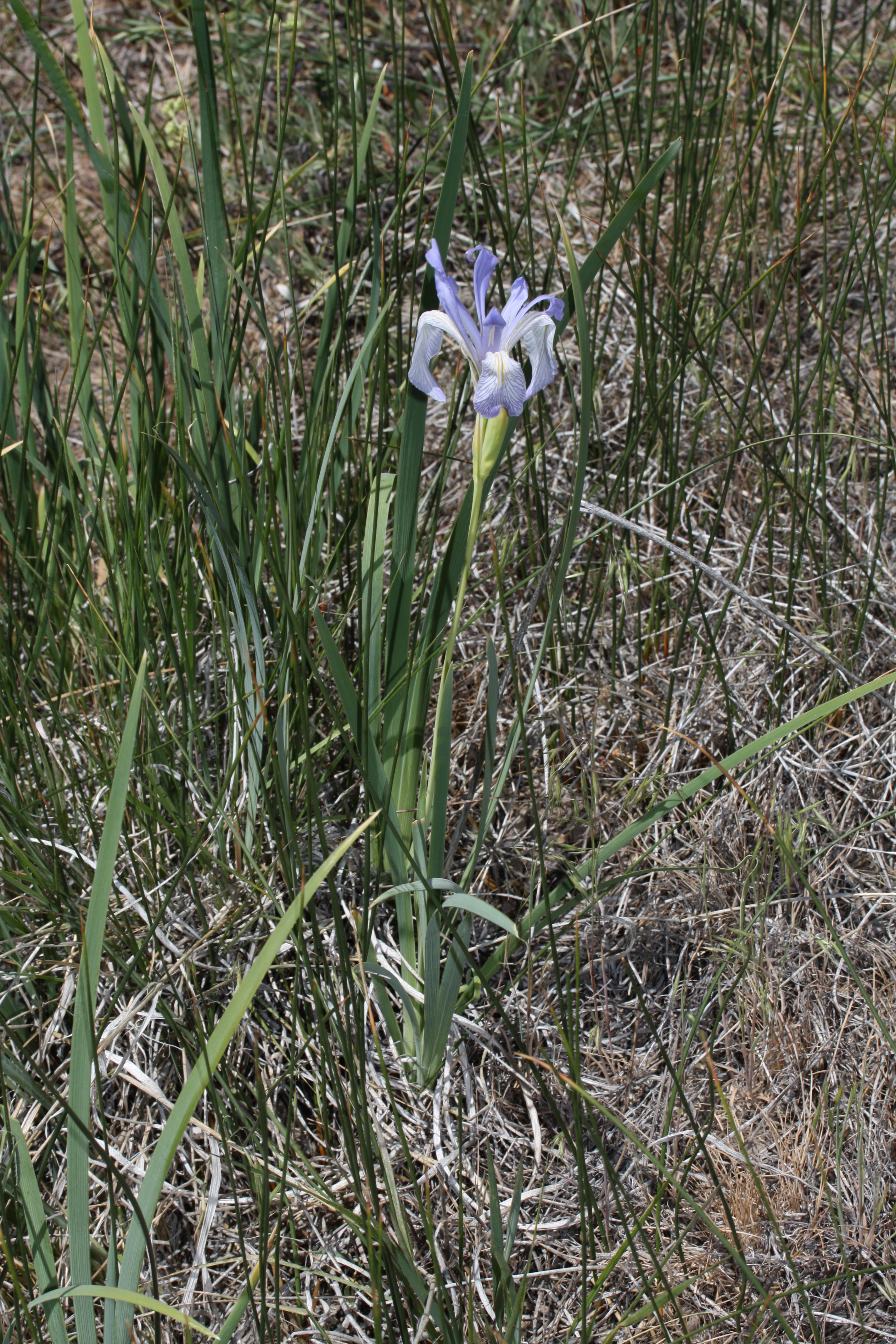
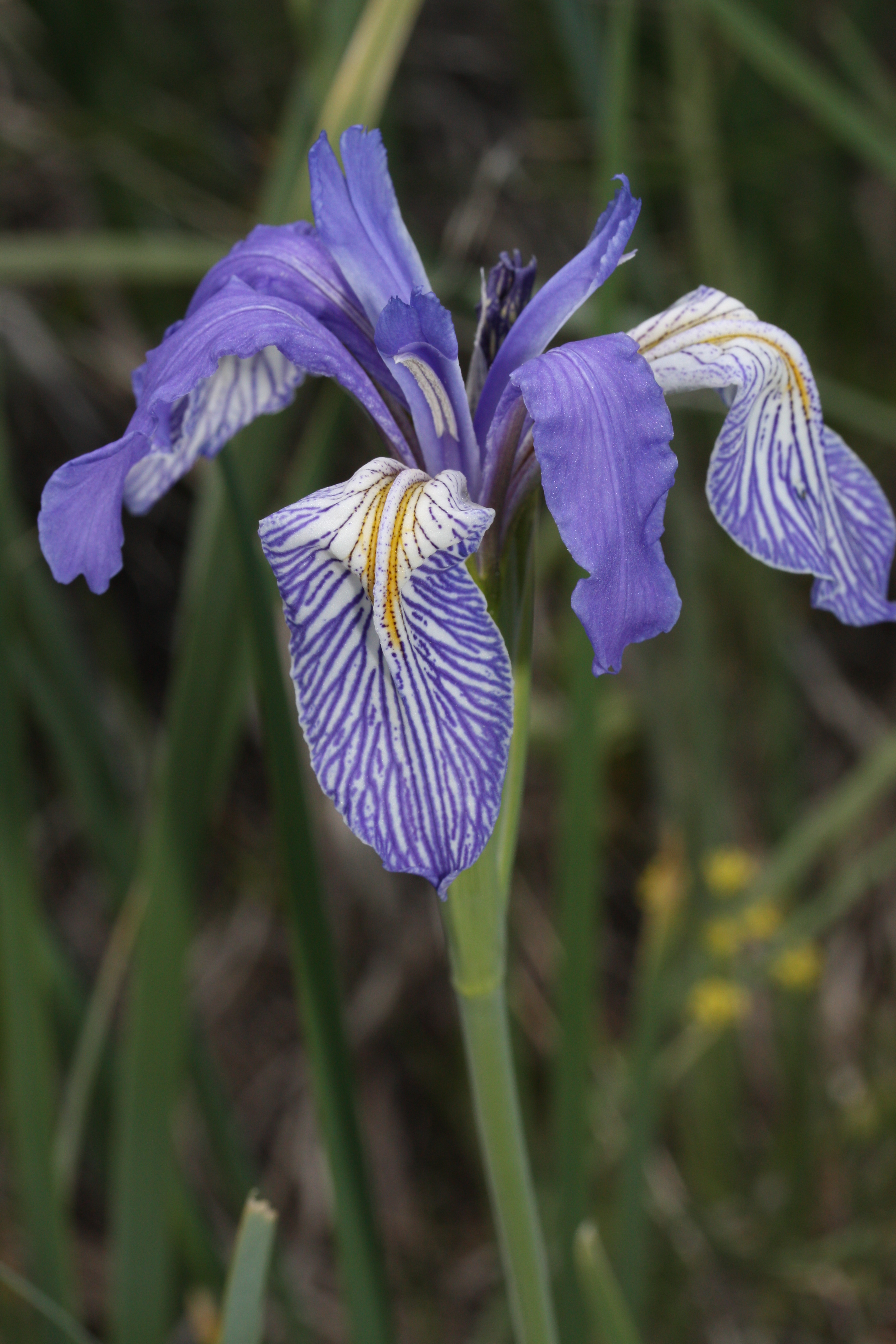
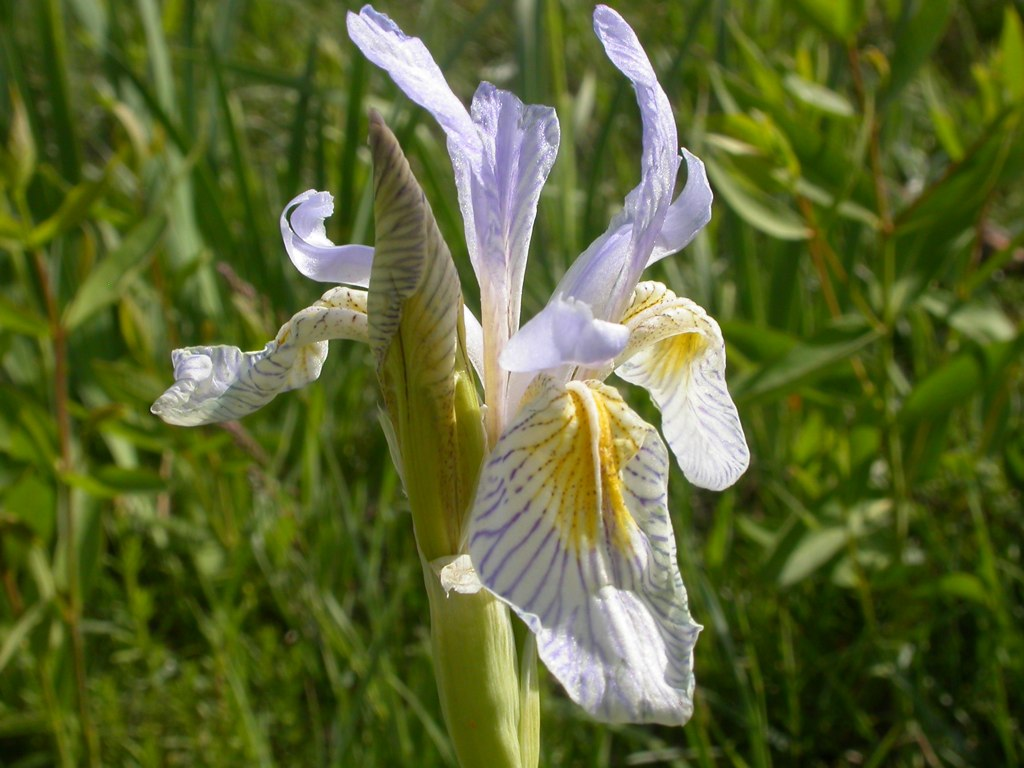
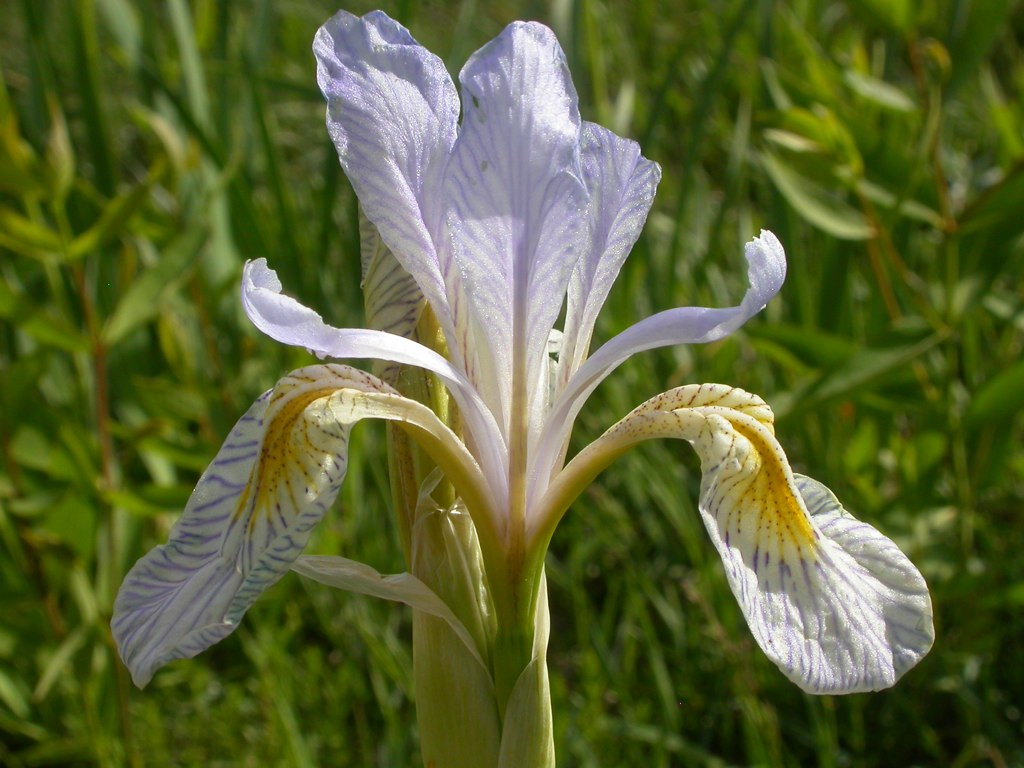